# 루돌프 쉥커
루돌프 쉥커(독일어: Rudolf Schenker, 1948년 8월 31일 ~ )는 독일의 음악가, 기타리스트이다. 하드 록 밴드 스콜피언스의 창시자로 리듬 기타리스트, 원곡 작곡가, 최장수 오리지널 멤버를 맡고 있다.
쉥커는 1965년에 스콜피언스를 결성했다. 그는 50년 동안 이 밴드의 작곡과 음악적 방향에서 중요한 원동력 중 하나가 되었다. 쉥커는 모든 음반과 투어마다 참여하며 스콜피언스의 가장 일관된 멤버였다. 그의 동생 미하엘 쉥커는 UFO에 합류하기 전, 이 밴드의 초기 창시자인 스콜피언스의 멤버였다.